# فرهنگستان علوم و هنر بوسنی و هرزگوین
فرهنگستان علوم و هنر بوسنی و هرزگوین فرهنگستان ملی بوسنی و هرزگوین است. این فرهنگستان که در شهر سارایوو مستقر است، مؤسسه پژوهشی عمومی غیر دانشگاهی برجسته در این کشور است. این مؤسسه در سال ۱۹۵۱، در زمانی که جمهوری سوسیالیستی بوسنی و هرزگوین بخشی از یوگسلاوی بود، به عنوان انجمن علمی بوسنی و هرزگوین تأسیس شد و در سال ۱۹۶۶ به فرهنگستان علوم و هنر بوسنی و هرزگوین ارتقا یافت.

## تاریخچه

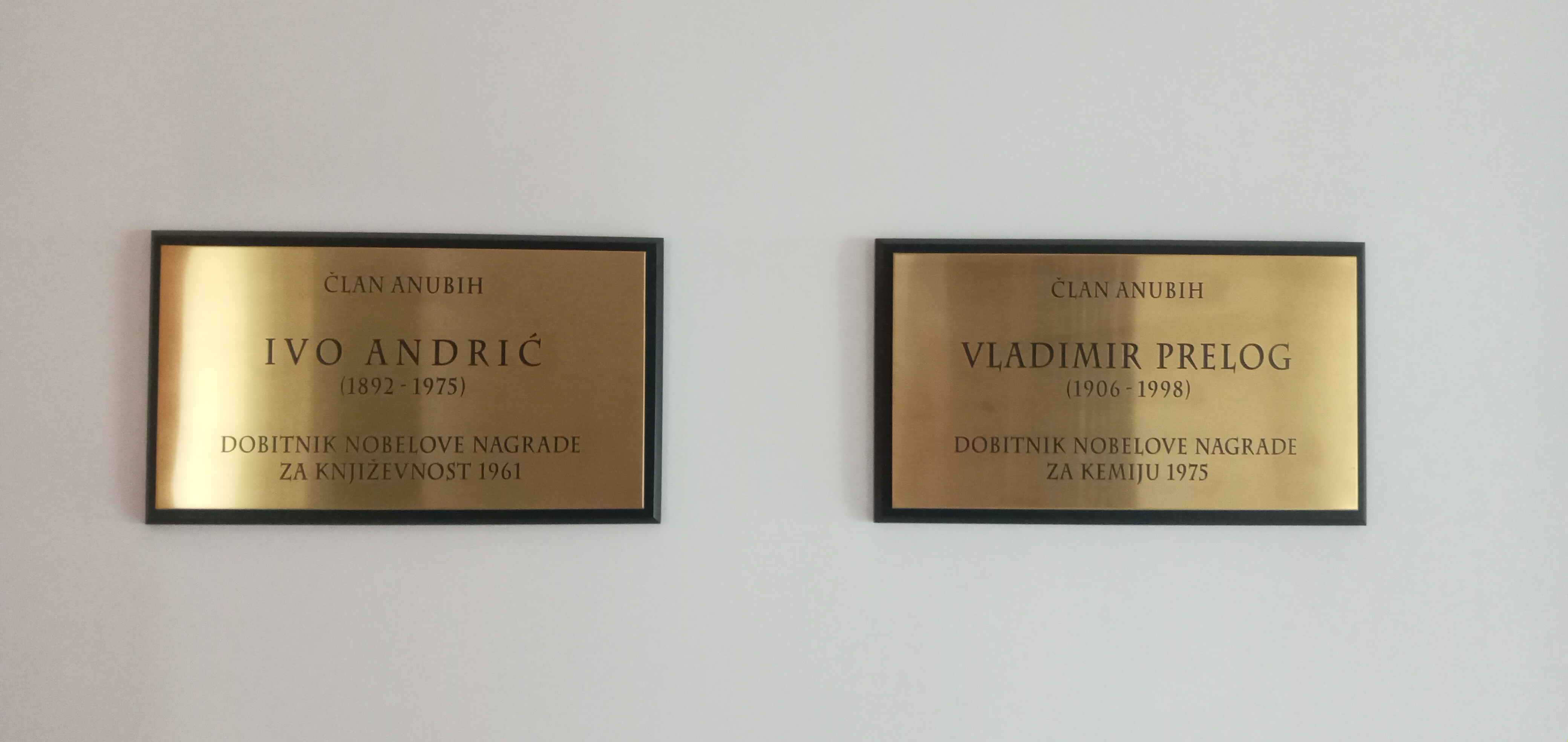
لوح‌های اختصاص داده شده به ایوو آندریچ و ولادیمیر پریلاگ برندگان جایزه نوبل بوسنیایی در فرهنگستان علوم و هنر بوسنی و هرزگوین در سارایوو.

فرهنگستان علوم و هنر بوسنی و هرزگوین برخاسته از انجمن علمی است که در سال ۱۹۵۱ با تصمیم مجمع جمهوری سوسیالیستی بوسنی و هرزگوین، بالاترین مقام دولتی در این کشور، در مورد تشکیل انجمن علمی بوسنی و هرزگوین تأسیس شد. انجمن علمی به عنوان بالاترین سطح مرتبط با علم به فعالیت خود ادامه داد تا اینکه مجمع بوسنی و هرزگوین در سال ۱۹۶۶ قانون فرهنگستان علوم و هنر بوسنی و هرزگوین را تصویب کرد. اولین رئیس آن بین سالهای ۱۹۶۶ و ۱۹۶۸ واسو بوتوزن (Vaso Butozan) بود. فرهنگستان علوم و هنر بوسنی و هرزگوین بر اساس این قانون مسئولیت گسترش سراسری علم و هنر، سازماندهی پژوهش علمی و رویدادهای مرتبط با هنر، انتشار مقالات نوشته شده توسط اعضا و همکاران خود و در حالت کلی وضعیت علم و هنر و توسعه آنها در بوسنی و هرزگوین را بر عهده دارد. فرهنگستان یک نهاد کاملاً مستقل است که صرفاً بر اساس اصول و علایق علمی و عقاید مستقل اعضای آن اداره می‌شود. اساسنامه آکادمی بر تمامی جنبه‌های سازمانی، مدیریتی و عملیاتی آن در تمامی بخش‌هایی که در آن فعالیت دارد، حاکم است.

## دپارتمان‌ها
آکادمی از شش دپارتمان تشکیل شده است:
- علوم اجتماعی
- علوم پزشکی
- علوم فنی
- علوم طبیعی و ریاضیات
- ادبیات
- هنر

## کمیته‌ها
کمیته‌ها شامل موارد ذیل هستند:
- کتابخانه و اسناد.
- شورای همکاری‌های بین‌المللی.
- شورای انتشارات.
- توسعه علمی، فناوری و اجتماعی.